# دبیرستان له‌روزه
دبیرستان روزه یا لِه‌روزه، نام یکی از قدیمی‌ترین مدارس شبانه‌روزی در سوئیس است. این دبیرستان در سال ۱۸۸۰ تأسیس شده است. در طول قرن بیستم به دلیل تحصیل دانش‌آموزان سرشناسی از جمله هفت پادشاه، این مدرسه به مدرسه پادشاهان معروف گردیده‌است.

## افراد سرشناس محصل در این مؤسسه
محمدرضا پهلوی، علیرضا پهلوی، غلامرضا پهلوی، بیژن پاکزاد، حسین فردوست و کریم آقاخان ایرانیانی هستند که در این دبیرستان تحصیل کرده‌اند. همچنین برخی از اعضای خانواده‌های اوناسیس، راکفلر، روتچیلد و بسیاری از خانواده‌های سلطنتی اروپا، آسیا و آفریقا از فارغ‌التحصیلان این دبیرستان هستند.